# خاندان هوجو
خاندان هوجو (به ژاپنی: 北条氏 hōjō shi) در تاریخ ژاپن به خاندانی گفته می‌شود که در زمان شوگون‌سالاری کاماکورا در ژاپن انحصار مقام شیکن یا معاون شوگون را در اختیار داشت. خاندان هوجو اهل ولایت ایزو بودند.